# Eric Lang
Eric Lang (ur. 29 lipca 1962 roku w Minneapolis) – amerykański kierowca wyścigowy.

## Kariera
Lang rozpoczął karierę w międzynarodowych wyścigach samochodowych w 1981 roku od startów w CASC North American Formula Altantic Championship, gdzie jednak nie zdobywał punktów. W późniejszych latach pojawiał się także w stawce SCCA National Championship Runoffs Formula Atlantic, Europejskiej Formuły 3, Brytyjskiej Formuły 3, Grand Prix Makau, Formuły 3000, Formuły 3000 Curaçao Grand Prix, IMSA Camel GTP Championship, Toyota Atlantic Championship, BOSS Super Cup Series oraz Optima Batteries Sprint Series.
W Formule 3000 Amerykanin wystartował w dwóch wyścigach sezonu 1985 ze szwedzką ekipą Ekström Racing. Jednak nigdy nie zdobywał punktów.